# Magritte du meilleur scénario original ou adaptation
Le Magritte du meilleur scénario original ou adaptation est une récompense décernée depuis 2011 par l'Académie André Delvaux, laquelle décerne également tous les autres Magritte du cinéma.

## Palmarès

### Années 2010
| Année | Film                            | Scénariste(s)                                                                         |
| ----- | ------------------------------- | ------------------------------------------------------------------------------------- |
| 2011  | Mr. Nobody                      | Jaco Van Dormael                                                                      |
| 2011  | Élève libre                     | Joachim Lafosse et François Pirot                                                     |
| 2011  | Illégal                         | Olivier Masset-Depasse                                                                |
| 2011  | Les Barons                      | Nabil Ben Yadir, Laurent Brandenbourger, avec la participation de Sébastien Fernandez |
| 2012  | Tête de bœuf                    | Michaël R. Roskam                                                                     |
| 2012  | Les Émotifs anonymes            | Philippe Blasband                                                                     |
| 2012  | Le Gamin au vélo                | Jean-Pierre et Luc Dardenne                                                           |
| 2012  | Les Géants                      | Bouli Lanners et Élise Ancion                                                         |
| 2013  | 38 témoins                      | Lucas Belvaux                                                                         |
| 2013  | À perdre la raison              | Joachim Lafosse, Matthieu Reynaert                                                    |
| 2013  | Dead Man Talking                | Patrick Ridremont, Jean-Sébastien Lopez                                               |
| 2013  | Mobile Home                     | François Pirot, Maarten Loix, Jean-Benoît Ugeux                                       |
| 2014  | Tango libre                     | Philippe Blasband et Anne Paulicevich                                                 |
| 2014  | Kid                             | Fien Troch                                                                            |
| 2014  | La Cinquième Saison             | Peter Brosens et Jessica Woodworth                                                    |
| 2014  | Vijay and I                     | Philippe Blasband et Sam Garbarski                                                    |
| 2015  | Pas son genre                   | Lucas Belvaux                                                                         |
| 2015  | Deux jours, une nuit            | Jean-Pierre Dardenne et Luc Dardenne                                                  |
| 2015  | Henri                           | Yolande Moreau                                                                        |
| 2015  | La Marche                       | Nabil Ben Yadir                                                                       |
| 2016  | Le Tout Nouveau Testament       | Jaco Van Dormael et Thomas Gunzig                                                     |
| 2016  | Alleluia                        | Fabrice Du Welz et Vincent Tavier                                                     |
| 2016  | Je suis mort mais j'ai des amis | Guillaume Malandrin et Stéphane Malandrin                                             |
| 2016  | Préjudice                       | Antoine Cuypers et Antoine Wauters                                                    |
| 2017  | Je me tue à le dire             | Xavier Seron                                                                          |
| 2017  | Keeper                          | Guillaume Senez et David Lambert                                                      |
| 2017  | L'Économie du couple            | Joachim Lafosse                                                                       |
| 2017  | Les Premiers, les Derniers      | Bouli Lanners                                                                         |
| 2018  | Une famille syrienne            | Philippe Van Leeuw                                                                    |
| 2018  | Chez nous                       | Lucas Belvaux                                                                         |
| 2018  | King of the Belgians            | Peter Brosens et Jessica Woodworth                                                    |
| 2018  | Noces                           | Stephan Streker                                                                       |
| 2019  | Girl                            | Lukas Dhont et Angelo Tijssens                                                        |
| 2019  | Bitter Flowers                  | Olivier Meys et Maarten Loix                                                          |
| 2019  | Bye Bye Germany                 | Sam Garbarski                                                                         |
| 2019  | Nos batailles                   | Guillaume Senez                                                                       |

### Années 2020
| Année | Film                  | Scénariste(s)                      |
| ----- | --------------------- | ---------------------------------- |
| 2020  | Duelles               | Olivier Masset-Depasse             |
| 2020  | Le Jeune Ahmed        | Jean-Pierre et Luc Dardenne        |
| 2020  | Lola vers la mer      | Laurent Micheli                    |
| 2020  | Nuestras madres       | César Díaz                         |
| 2022  | Une vie démente       | Ann Sirot et Raphaël Balboni       |
| 2022  | Filles de joie        | Anne Paulicevich                   |
| 2022  | Les Intranquilles     | Joachim Lafosse                    |
| 2022  | Un monde              | Laura Wandel                       |
| 2023  | Close                 | Lukas Dhont                        |
| 2023  | Animals               | Nabil Ben Yadir et Antoine Cuypers |
| 2023  | L'Ombre d'un mensonge | Bouli Lanners                      |
| 2023  | Rien à foutre         | Julie Lecoustre et Emmanuel Marre  |

## Nominations et récompenses multiples
Deux récompenses et une nomination :
- Lucas Belvaux : récompensé en 2013 pour 38 témoins et en 2015 pour Pas son genre, et nommé en 2018 pour Chez nous.

Deux récompenses :
- Lukas Dhont : en 2019 pour Girl (avec Angelo Tijssens) et en 2023 pour Close.

Deux récompenses :
- Jaco Van Dormael : en 2011 pour Mr. Nobody et en 2016 pour Le Tout Nouveau Testament (avec Thomas Gunzig).

Une récompense et deux nominations :
- Philippe Blasband : récompensé en 2014 pour Tango libre (avec Anne Paulicevich), et nommé en 2012 pour Les Émotifs anonymes et en 2014 pour Vijay and I (avec Sam Garbarski).

Une récompense et une nomination :
- Olivier Masset-Depasse : récompensé en 2020 pour Duelles, et nommé en 2011 pour Illégal.
- Anne Paulicevich : récompensé en 2014 pour Tango libre (avec Philippe Blasband), et nommé en 2022 pour Filles de joie.

Quatre nominations :
- Joachim Lafosse : en 2011 pour Élève libre (avec François Pirot), en 2013 pour À perdre la raison (avec Matthieu Reynaert), en 2017 pour L'Économie du couple et en 2022 pour Les Intranquilles.

Trois nominations :
- Jean-Pierre Dardenne et Luc Dardenne : en 2012 pour Le Gamin au vélo, en 2015 pour Deux jours, une nuit et en 2020 pour Le Jeune Ahmed.
- Nabil Ben Yadir : en 2011 pour Les barons (avec Laurent Brandenbourger et Sébastien Fernandez), en 2015 pour La Marche et en 2023 pour Animals (avec Antoine Cuypers).
- Bouli Lanners : en 2012 pour Les Géants (avec Élise Ancion), en 2017 pour Les Premiers, les Derniers et en 2023 pour L'Ombre d'un mensonge.

Deux nominations :
- François Pirot : en 2011 pour Élève libre (avec Joachim Lafosse) et en 2013 pour Mobile Home (avec Maarten Loix et Jean-Benoît Ugeux).
- Peter Brosens et Jessica Woodworth : en 2014 pour La Cinquième Saison et en 2018 pour King of the Belgians.
- Guillaume Senez : en 2017 pour Keeper (avec David Lambert), et en 2019 pour Nos batailles.
- Sam Garbarski : en 2014 pour Vijay and I (avec Philippe Blasband), et en 2019 pour Bye Bye Germany.
- Marteen Loix : en 2013 pour Mobile Home (avec François Pirot et Jean-Benoît Ugeux), et en 2019 pour Bitter Flowers (avec Olivier Meys).
- Antoine Cuypers : en 2016 pour Préjudice] (avec Antoine Wauters et Jean-Benoît Ugeux), et en 2023 pour Animals (avec Nabil Ben Yadir).